# Бавено
Бавѐно (на италиански: Baveno, на местен диалект: Bavèn, Бавен) е малко градче и община в Северна Италия, провинция Вербано-Кузио-Осола, регион Пиемонт. Разположено е на 205 m надморска височина, на югозападния бряг на езеро Лаго Маджоре. Населението на общината е 4966 души (към 2010 г.).